# آق‌دام (تووز)
آق‌دام (به لاتین: Ağdam) یک منطقه مسکونی در جمهوری آذربایجان است که در شهرستان تووز واقع شده است. آق‌دام ۱۱۵۵ نفر جمعیت دارد.